# Mario Amilivia
Mario Amilivia (León) es un político español. Desde el 7 de noviembre de 2007 hasta finales de enero de 2019 fue el presidente del Consejo Consultivo de Castilla y León y del Tribunal Administrativo de Recursos Contractuales de Castilla y León. Ha sido alcalde de León en dos etapas: entre 1995 y 2003, y entre diciembre de 2004 y junio de 2007. 
Desde el 22 de febrero de 2019 ostenta la Presidencia del Consejo de Cuentas de Castilla y León, institución propia con sede en Palencia, a la que corresponde la fiscalización externa, equivalente a la del Tribunal de Cuentas, de la gestión económica, financiera y contable del sector público de la Comunidad y demás entes públicos de Castilla y León.
Viudo, tiene dos hijas.

## Biografía
Procede de una conocida familia leonesa (su abuelo, Antonio Amilivia, ingeniero y empresario minero, fue el presidente del club de fútbol Cultural y Deportiva Leonesa en los años cincuenta del siglo XX); el campo de fútbol de la ciudad mantuvo este nombre desde la década de los 70 hasta el año 2008, conforme a una decisión municipal plenaria compartida por todos los grupos políticos. En el momento de votarse dicho acuerdo, el entonces alcalde Mario Amilivia optó por abandonar la sesión. Posteriormente, durante el mandato municipal PSOE-UPL y a iniciativa del bipartito municipal se optó, en el Pleno celebrado el 4 de septiembre de 2008, en una moción cuestionada por muchos sectores de la capital, por modificar dicha denominación, quebrándose además el acuerdo inicial.
Licenciado en Derecho, ha sido secretario general de la Asociación de Empresas de Minas de Antracita, APEMA. Durante cinco años fue profesor asociado de Derecho Constitucional de la Universidad de León. Fue también presidente de la Federación Regional de Municipios y Provincias de Castilla y León (1999-2003), presidente del Partido Popular de León (1986-1989 y 1993-2000). Ha sido vicesecretario regional del Partido Popular de Castilla y León, secretario 1.º de la Mesa de las Cortes de Castilla y León (1993-1995) y vicepresidente de Caja España (1995-2000).
Ha sido diputado en la Legislatura 1986-1989 cuando encabezó, con solo 29 años, la lista del PP leonés al Congreso, Ha sido también procurador en las Cortes de Castilla y León en dos legislaturas (1991-1999), en las que fue viceportavoz y secretario 1.º de la Mesa del Parlamento autonómico. También fue senador electo por la provincia de León desde el año 2000 hasta octubre de 2007, en las elecciones de 2004 fue el más votado de los candidatos populares a la Cámara Alta por la provincia de León.
Amilivia accede a la política desde la Facultad de Derecho de la Universidad de León de la mano de su profesor de instituto Alfredo Marcos Oteruelo. Inició su carrera política en 1979 en las filas de Coalición Democrática. Sin embargo, hasta las elecciones municipales de 1983 no obtuvo su primer acta de concejal, en las filas de la Coalición Popular (la unión electoral de AP, PDP y UL). Estos se convirtieron en la llave para la gobernabilidad, dado que los independientes, liderados por Juan Morano Masa, y el PSOE empataron a 11 concejales. Tras el pacto con los independientes, fue nombrado primer teniente de alcalde, lo que le convirtió hasta el año siguiente en el alcalde más joven de España, con sólo 26 años. Ya era vicepresidente nacional de Nuevas Generaciones (NN.GG.) en 1983 (de hecho había sido presidente de NN.GG. y miembro del Comité Ejecutivo Nacional desde el año 1981).
Antes de agotar esa legislatura, accedió a la cúpula provincial de Alianza Popular en 1986, siendo durante tres años su Presidente, hasta que le sustituyó Miguel Pérez Villar. Tras el VIII Congreso Provincial, Mario Amilivia recuperó la Presidencia. 
En 1995 se convirtió en alcalde de León tras una lograr la primera mayoría absoluta desde la restauración de la democracia. En su primer mandato inició una serie de obras de peatonalización en la zona centro de León, con fondos europeos, a semejanza de las ciudades de Oviedo y Vitoria, destacando también la peatonalización de la plaza de San Marcos y del entorno de la catedral y San Isidoro. También mejoró los márgenes del río Bernesga y del río Torío, hizo posible la urbanización de los polígonos de la Universidad, La Torre o La Lastra, y entre otros muchos proyectos de aquella etapa municipal cabe enunciar el Auditorio, el Museo de Arte Moderno y Contemporáneo (MUSAC), el centro cívico del Crucero, el cubrimiento de la plaza de toros, las casas de cultura de Armunia, Oteruelo o La Inmaculada; las piscinas municipales en los barrios de La Palomera y de El Ejido; nuevos parques polideportivos y jardines como el del Chantre; adquisiciones como la del nuevo Ayuntamiento en la avenida de Ordoño II, la sede para la Cámara de Comercio en la calle Fajeros o la casa de Víctor de los Ríos, convertida en la actualidad en sede del proyecto "León Romano", así como la rehabilitación del histórico Ayuntamiento de la plaza de San Marcelo. 
Es destacable también que construyó varios aparcamientos, en la avenida Ordoño II, en la plaza Mayor, en los Hospitales y en Eras de Renueva, entre otros muchos proyectos como las urbanizaciones de la plaza de las Cortes y Burgo Nuevo, o la recuperación del Palacio de Don Gutierre y de las Cercas medievales. Impulsó la construcción de proyectos como el Centro del Fuego o el Ente Regional de la Energía en el polígono de Eras de Renueva y planes como el Piloto Urbano, que mejoró las infraestructuras del casco histórico, o de renovación de la iluminación pública, aceras y rinconadas, en ocasiones en colaboración con la iniciativa privada, que coadyuvaron a generar una revitalización comercial y una transformación sin precedentes de la capital leonesa. 
En 1999 perdió la mayoría absoluta por apenas 300 votos y mantuvo el poder gobernando en minoría durante un año y más tarde gracias a un pacto con la Unión del Pueblo Leonés (UPL). Además asumió un mayor desgaste por la promesa de campaña electoral de José María Aznar para instalar en León una instalación militar, la Escuela de Pilotos del futuro Eurofighter[cita requerida] que nunca llega a materializarse. 
Cedió la presidencia del partido en otoño de 2000 a José María López Benito ya que incompatibilizaron los cargos de senador-alcalde-presidente del partido. Amilivia se quedó con su escaño y la Alcaldía. Todo el PP reclamó su continuidad y prueba de ello fue su nombramiento como presidente de honor, como antes lo había sido de NN.GG. de León, que también presidió.
En las elecciones de 2003 volvió a ganar las elecciones municipales, aunque el PP perdió un concejal más y la alcaldía. Amilivia fue sustituido en el cargo por el socialista Francisco Fernández, gracias a un pacto con la UPL entonces liderada por Rodríguez de Francisco con el que no llegó a un acuerdo. 
Año y medio después en noviembre de 2004, Amilivia pactó con dos exconcejales de la Unión del Pueblo Leonés, que habían formado una nueva formación política, uno de ellos José María Rodríguez de Francisco, exlíder y uno de los fundadores de dicha formación política y recupera la Alcaldía el 3 de diciembre de 2004. 
A finales de septiembre de 2006, Amilivia fue confirmado como candidato del PP a la Alcaldía de León. El partido, tanto a nivel nacional como regional, en presencia de la presidenta Isabel Carrasco y a la vista de las encuestas, le encargó con varias reticencias por parte del propio Amilivia la candidatura a la Alcaldía. La lista municipal que concurrió a las elecciones fue pactada con Isabel Carrasco a cambio de su ausencia en la misma y el compromiso de que esta fuera asambleísta de Caja España. En las elecciones de 27 de mayo de 2007, en una campaña en la que, según afirmó pocos días después de las elecciones en una entrevista en un periódico, apenas le apoyaron miembros de su partido. En las mencionadas elecciones obtuvo 11 concejales frente a los 13 del PSOE y los 3 de la UPL. Después del resultado de las elecciones, la UPL se negó a pactar con él principalmente debido al anterior pacto de Amilivia con Rodríguez de Francisco. Después de la constitución del nuevo ayuntamiento encabezado por el socialista Francisco Fernández, fue nombrado portavoz del grupo popular en el ayuntamiento de León. 
El 3 de octubre de 2007 se anunció su abandono como concejal del ayuntamiento de León y como senador para incorporarse como presidente al Consejo Consultivo de Castilla y León, institución con sede en Zamora que sustituye y cumple con las funciones del Consejo de Estado en Castilla y León, y que presidió desde el 7 de noviembre de 2007 a finales de enero de 2019. A partir de marzo de 2012, tras asumir el Consejo Consultivo por mandato del Ejecutivo autonómico las funciones de Tribunal Administrativo de Recursos Contractuales de Castilla y León, Mario Amilivia pasó a presidir también dicho Tribunal (TARCCyL), cuyas reuniones se celebran regularmente en la misma sede de la Institución propia de la comunidad autónoma, en la ciudad de Zamora. Al dejar su cargo de presidente del Consejo Consultivo, fue nombrado Consejero Emérito de esta institución propia, que presidió durante 11 años.
1. ↑  El estadio Antonio Amilivia pasa a denominarse Reino de León, noticia de El Norte de Castilla. Consultado el 14 de septiembre de 2008
2. ↑  Entrevista a Mario Amilivia en La Crónica - El Mundo de León
3. ↑  Amilivia se desespera y quiere ofrecer 'el oro y el moro' a UPL